# Dmytro Alimow
Dmytro Antonowycz Alimow, ukr. Дмитро Антонович Алімов, ros. Дмитрий Антонович Алимов, Dmitrij Antonowicz Alimow (ur. 7 listopada 1923, ZSRR, zm. ?, Ukraina) – ukraiński piłkarz, grający na pozycji napastnika, trener piłkarski.

## Kariera piłkarska
W 1946 roku rozpoczął karierę piłkarską w klubie Dzierżyniec Czelabińsk. Jednak w maju 1948 roku już po rozpoczęciu rozgrywek liczba drużyn w Pierwszej Grupie ZSRR została skrócona. Dzierżyniec razem z innymi 15 zespołami został pozbawiony prawa dalszych występów w najwyższej lidze i zdegradowany do Drugiej Grupy, a wyniki dotychczasowych gier zostały anulowane. W 1949 został piłkarzem Dynama Kijów, ale występował jedynie w drużynie rezerw, dlatego latem przeniósł się do Łokomotywu Charków. Potem występował w Dynamo Tarnopol, w którym zakończył karierę piłkarza.

## Kariera trenerska
Karierę szkoleniowca rozpoczął po zakończeniu kariery piłkarza. Prowadził ukraińskie kluby Zirka Kirowohrad, Dnipro Czerkasy i Wołyń Łuck.